# Río Omaña
El río Omaña (Oumaña en leonés)[cita requerida] es un pequeño río de aguas cristalinas situado en el noroeste de España, en la provincia de León. Nace como un arroyo de las aguas del deshielo primaveral y de las lluvias de otoño y primavera al pie del Tambarón, en el pueblo de Montrondo (perteneciente al Ayuntamiento de Murias de Paredes,) y finaliza en Secarejo al confluir sus aguas con las del río Luna para dar nacimiento al río Órbigo.

## Etimología
Según la tradición, el nombre del río proviene del nombre que los romanos dieron a los habitantes de la comarca que atraviesa: homus manium u «hombres dioses», por su dureza y resistencia. Eutimio Martino considera que el nombre del río proviene de Aqua Mania, interpretación consistente con otros hidrónimos del norte peninsular. Según este análisis, el río prestó su nombre a la comarca y no al revés.

## Geografía
El río Omaña atraviesa la comarca a la que da nombre; pasa por las poblaciones de Montrondo, Murias de Paredes, Senra, Villanueva de Omaña, Omañón, Vegarienza, El Castillo, Guisatecha, La Omañuela, Castro de la Lomba, Inicio, Trascastro de Luna, Paladín, La Utrera, San Martín de la Falamosa y Las Omañas; se une al río Luna en Santiago del Molinillo.

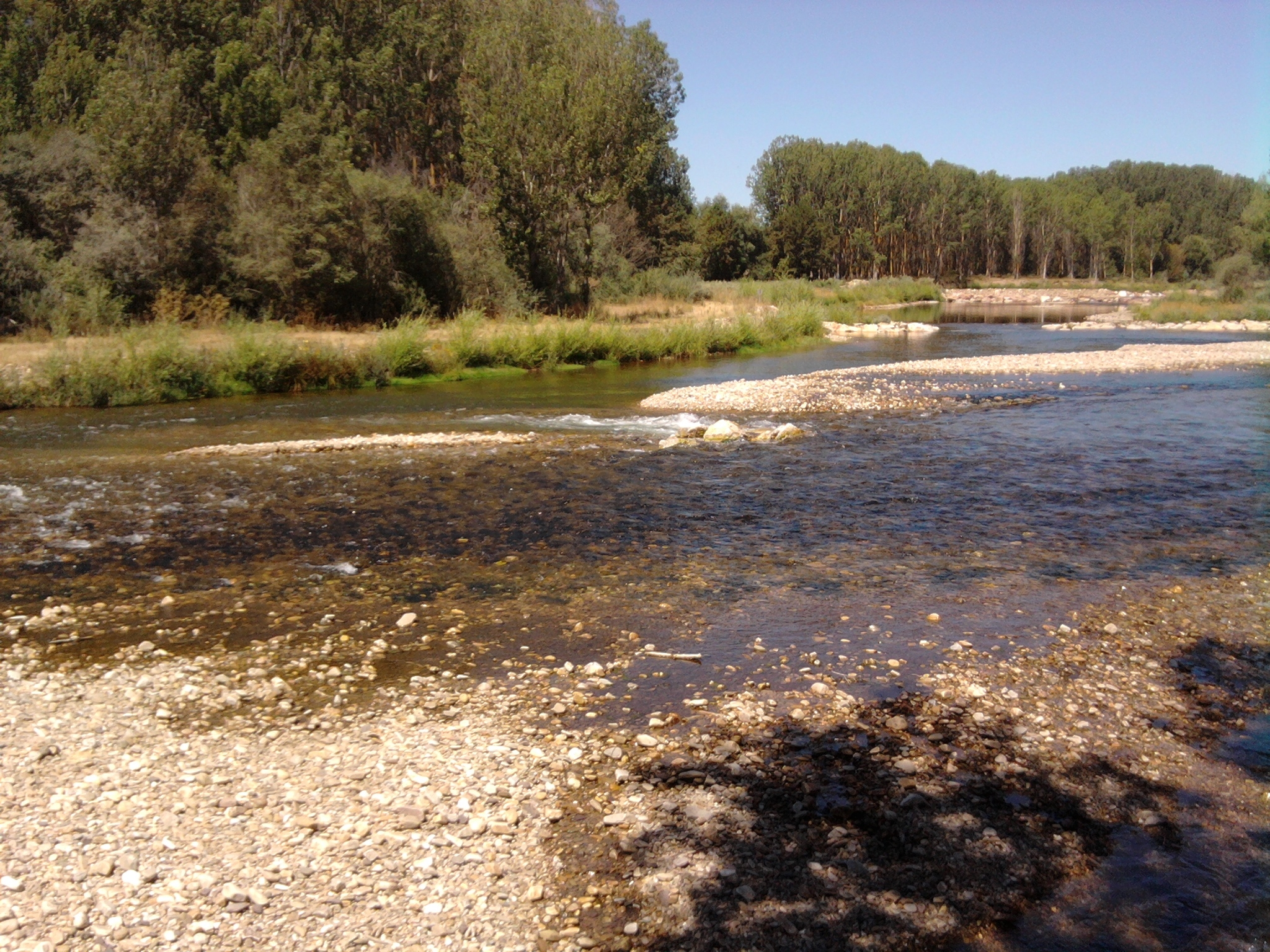
Nacimiento del Órbigo en la confluencia de los ríos Omaña y Luna

En su recorrido recibe el agua de los ríos Pequeño, Vallegordo, Negro y Valdesamario por la derecha y del arroyo de Sabugo, el río Valdaín, el Santibáñez y el río de Velilla por la izquierda, todos de escaso caudal, además de algunos arroyos estacionales. El afluente principal es el río Valdesamario, que desagua en el Omaña a la altura de La Garandilla.
El cauce del río es variado. En sus tramos superior y medio discurre por fuertes pendientes por lo que la temperatura del agua es bastante fría, pero a medida que se va acercando a su final, las aguas se vuelven mansas, con muy poca profundidad, por lo que en verano se calientan, permitiendo el baño y generando un hábitat donde abunda la pesca de truchas y lucios.
El cauce se ve sometido a grandes crecidas en el invierno al no tener embalses que lo contengan, por lo que las inundaciones y los desbordamientos son cosa habitual durante el invierno y la primavera en los pueblos ribereños. En 2010 la Confederación Hidrográfica del Duero invirtió cerca de 120.000 euros para mejorar el cauce del río y paliar los efectos de las crecidas. En el pasado hubo un proyecto para crear un pantano de 200 millones de metros cúbicos, pero todos los intentos de llevarlo a cabo han chocado con la oposición de los lugareños afectados y grupos medioambientales. El Ministerio de Obras Públicas, Transportes y Comunicaciones resolvió en 1993 paralizar el proyecto.

## El oro del río Omaña
Ya desde la época de los romanos, era conocido el río Omaña como fuente de oro. A lo largo de su cauce los bateadores filtraban las arenas de río a la búsqueda del preciado metal. Aún se aprecian las huellas dejadas por los romanos en las Médulas de Villaviciosa de la Ribera. Hoy en día, los guías turísticos muestran a los visitantes el modo en que los antiguos buscaban el oro, el cual puede ser observado a simple vista en diminutos fragmentos entre las arenas del río.